# Ponte da Horta do Cabo
A Ponte da Horta do Cabo, igualmente conhecida como Ponte romana de Messejana, é uma estrutura histórica na freguesia de Messejana, no Município de Aljustrel, na região do Alentejo, em Portugal.

## Descrição e história
A ponte tem uma estrutura em tijolo e pedra, com um só arco, de volta perfeita. Apresenta cerca de 5,10 m de comprimento por 3,85 m de largura, e uma altura de 1,70 m. O tabuleiro tem um calcetamento em seixos, sendo visíveis os indícios de uma guarda lateral. Faz parte de um caminho de terra batida que une a área da Horta do Cabo à vila de Messejana, onde sobreviveram alguns lanços calcetados por seixos de média dimensão, e que na zona da ponte faz uma curva e contracurva muito pronunciados. Devido ao traçado da estrada neste local e aos materiais utilizados, esta poderia ter sido de origem romana, avançando-se a possibilidade da ponte ter sido reconstruída durante o período medieval.